# 羅柏·寇米耶
羅柏·艾德蒙·寇米耶（英語：Robert Edmund Cormier，1925年1月17日－2000年11月2日，又譯羅伯特·科米爾），美國作家、專欄作家及記者，以其深深悲觀又無現實意義的文學聞名。他最受歡迎的作品包含《我是乳酪》（I Am the Cheese）、《將軍與兒子》（After the First Death）、《We All Fall Down》及《巧克力戰爭》，全都獲得許多獎賞。他的書通常包含許多主題，例如虐待、精神疾病、暴力、報仇、背叛和陰謀。在他大部分的小說中，主角都沒有贏面。

## 生平
羅柏·寇米耶，路修斯·寇米耶、伊爾瑪·寇米耶所生，出生於美國麻薩諸塞州萊姆斯特一個叫作法國丘的法國-加拿大裔小鎮。他是家中8個孩子的第2個。他的家庭因為付不起房租時常搬遷，但卻從未離開家鄉。即使他已經長大且擁有自己的小屋，也只距離萊明斯特19哩遠。寇米耶就讀於一所私立天主教學校，聖塞西莉亞的教會學校。他一年級就開始寫作。他因為詩作而受到學校讚賞。在他六年級時，終於意識到自己想成為作家的願望，在他被一名修女要求賦詩的時候。他隨後進入萊明斯特高中，畢業時身分是班級代表。

## 外部連結
- Author's Page （页面存档备份，存于） at Random House Publishing（英文）
- Meet the Writer page on Barnes & Noble Website（英文）